# جزيئات الاسم
جزيء الاسم هو أي مورفيم يدل أو يشير إلى وجود اسم. لا توجد جزيئات الاسم في اللغة الإنجليزية، ولكن يمكن ان تتوفر في لغات أخرى مثل الكورية واليابانية.

## الجزيئات الكورية
الجسيمات الكورية هي حروف الجر «متأخرة»، والتي تختلف عن حروف الجر الإنجليزية من حيث أنها تأتي بعد الكلمة التي تحددها.
- المثال الأول: 새가 지붕 위에 있어요. (هناك طائر على السطح.)

الجزئ" 위에 "يستخدم لتعني«على» أو«أعلاه». يتبع كلمة " 지붕 " («سقف»).
- المثال الثاني: 도서관이 시장 옆에 있어요. (المكتبة بجوار السوق.)

الجزئ" 옆에 "تعني«بجانب»، 시장 " " («سوق»).

## الجزيئات اليابانية
كما في اللغة الكورية، تتبع جزيئات الاسم الاسم الذي يتم تمييزه، ويمكن أن تؤدي أيًا من الوظائف العديدة في جملة معينة.
- المثال الأول:昨日スーパーへ行きました。 (بالأمس ذهبت إلى السوبر ماركت.)
  - Kinō sūpā e ikimashita.

في هذا المثال، "e" هو الجزء الاسمي لـ "sūpā" («سوبر ماركت»). يشير هذا الاسم بالذات إلى الاتجاه نحو المكان، وهو «سوبر ماركت».
- المثال الثاني:昼ごはんは私がピザを食べた。 (أكلت بيتزا على الغداء. يعني بالنسبة للغداء، أكلت البيتزا.)
  - هيروجوهان وواتاشي جا بيزا أو تابيتا.

تقدم الجزيئات الاسم الثلاثة («وا» و «جا» و «س») وظائف مختلفة:
- "WA" - محدد الموضوع ("hirugohan" - الغداء)
- "ga" - علامة الموضوع ("watashi" - I)
- "o" - علامة الكائن (المفعول به) («بيتزا» - بيتزا)